# Barbacou à couronne rousse
Nonnula ruficapilla
Espèce
Statut de conservation UICN

 LC  : Préoccupation mineure
Le Barbacou à couronne rousse (Nonnula ruficapilla) est une espèce d'oiseau de la famille des bucconidés (ou Bucconidae).